# نيكسون (مدينة)
نيكسون (بالإنجليزية: Nixon)‏ هي مدينة تقع بين محافطتي ويلسون وغونزاليس في ولاية تكساس في الولايات المتحدة. بلغ عدد السكان 2,186 حسب تعداد عام 2000.
الجزء الذي يقع في مجافظة ويلسون هو جزء من منطقة سان أنطونيو الكبرى

## الجغرافيا
تقع نيكسون في  (29.270443، -97.762423)، يقع أغلبها في مقاطعة غونزاليس.
ووفقا لمكتب التعداد بالولايات المتحدة، المدينة بها مساحة إجمالية قدرها 1.1 ميل مربع (2.9 كيلومتر مربع)، كلها من اليابسة.

## التاريخ
تأسست نيكسون في عام 1906 باسم نيكسونفيل، عندما بنت شركة جالفستون-هاريسبيرغ-سان أنطونيو للسكك الحديدية خطوطها عبر مزرعة جون تي نيكسون.

## الاقتصاد
المدينة هي موقع لمصفاة نيكسون التي تنتمي إلى شركة الطاقة بلو دولفين.

## أعلام
- دوايت مكدونالد

## وصلات خارجية
- مدينة نيكسون